# Forbidden World
Mutant (în engleză Forbidden World, Lumea interzisă) este un film SF de groază regizat de Allan Holzman după un scenariu de Tim Curnen, bazat pe o povestire de R.J. Robertson și Jim Wynorski. În rolurile principale au interpretat actorii Jesse Vint, Dawn Dunlap, June Chadwick, Linden Chiles, Fox Harris și Michael Bowen.
A avut premiera la 7 mai 1982, fiind distribuit de New World Pictures. Coloana sonoră a fost compusă de Susan Justin. 
Cheltuielile de producție s-au ridicat la aproape 1 milion $ și a avut încasări de 4 milioane $.
Filmul a primit trei nominalizări la Premiile Saturn din 1983: cel mai bun film cu buget redus, cel mai bun machiaj și cele mai bune efecte speciale.

## Rezumat
În viitorul îndepărtat, la o stație de cercetare genetică situată pe îndepărtata planetă deșert Xarbia, o echipă de cercetare a creat o formă de viață experimentală pe care au denumit-o „Subiectul 20”. Această formă de viață a fost construită din tulpina de ADN sintetic „Proto B”, și a avut ca scop să prevină o criză alimentară în întreaga galaxie. Cu toate acestea, Subiectul 20 se mișcă rapid și necontrolat și ucide toate animalele de laborator, apoi se transformă în cocon într-o cabină de examinare.
Ofițerul militar Mike Colby, însoțit de asistentul său robot SAM-104, este chemat să investigheze problema. Decizia lui Colby de a extermina Subiectul 20 pentru a preveni morți ulterioare este întâmpinată de secretomania și rezistența cercetătorilor. Personalul stației include șeful echipei de cercetare, Gordon Hauser, asistenta sa Barbara Glaser, asistentul de laborator Tracy Baxter, tehnicianul de laborator Jimmy Swift, electricianul Brian Beale, șeful de securitate al stației, Earl Richards și medicul Cal Timbergen.
Când Subiectul 20 iese din coconul său, începe să omoare personalul stației, începând cu Jimmy, care a fost însărcinat cu curățarea laboratorului de animalele ucise. Pe măsură ce Subiectul 20 continuă să omoare cea mai mare parte a echipajului stației, motivul înșelăciunii este dezvăluit. Componenta genetică a Subiectului 20 conține ADN uman, iar metoda sa de ucidere este de a-și injecta prada cu tulpina de ADN Proto B, ceea ce duce la eliminarea tuturor diferențelor genetice din anumite celule. Rezultatul este că trupul viu al victimei se erodează încet într-o grămadă gelatinoasă de proteine pure pe care Subiectul 20 o consumă pentru a se hrăni. După mutația sa finală, în care creatura evoluează într-o ființă uriașă asemănătoare unei insecte, cu o gură mare plină de dinți ascuțiți, creatura este ucisă când mănâncă ficatul lui Cal care suferă de cancer, corpul său autodistrugându-se genetic din interior. Mike și Tracy au rămas singurii supraviețuitori ai furiei Subiectului 20.

## Distribuție
- Jesse Vint - Mike Colby
- Dawn Dunlap - Tracy Baxter
- June Chadwick - Dr. Barbara Glaser
- Linden Chiles - Dr. Gordon Hauser
- Fox Harris - Dr. Cal Timbergen
- Raymond Oliver - Brian Beale
- Scott Paulin - Earl Richards
- Michael Bowen - Jimmy Swift
- Don Olivera - SAM-104